# Orthion montanum
Orthion montanum là một loài thực vật có hoa trong họ Hoa tím. Loài này được Lundell mô tả khoa học đầu tiên năm 1969.